# Красный газ (фильм)
«Кра́сный газ» (или «Това́рищ из це́нтра») — советский немой художественный фильм, снятый в 1924 году по мотивам романа В. Зазубрина «Два мира» в честь пятилетия освобождения Новониколаевска от Белой армии. Режиссёр — Иван Григорьевич Калабухов. В главной роли снялась Маргарита Горбатова.

## Название
Название отражает популярные в ту пору домыслы о «секретном оружии коммунистов», у которых «находился особый газ, который имеет свойство всюду проникать. Этот газ „Красный газ“ коммунистическая агитация и пропаганда. От этого газа никакие противогазы не спасут».

## Сюжет
Сюжет картины состоит из эпизодов противостояния рабочего подполья и сельских партизан силам Белой армии. Главный персонаж — деревенская девушка Варвара, поддерживающая связь между подпольщиками и партизанами. В завершении фильма белогвардейцы сдают город.

## История создания

### Подготовка к юбилею освобождения Новониколаевска
В декабре 1924 года в Новониколаевске (ныне — Новосибирск) намечался праздник — 5 лет с момента освобождения города от армии Колчака. Весной 1924 года член Сиббюро ЦК РКП(Б) В. Вегман решил создать к праздничному юбилею фильм о сражениях партизан и колчаковцев на территории Сибири. Планировалось, что снимать картину будет Московская студия художественного фильма. Но переговоры с Москвой о съёмках оказались безрезультатными. В связи с отказом было решено снимать фильм собственными силами, данное решение поддержали многие, в их числе был и первый секретарь Сибкрайкома РКП(б) С. Косиор.

### Сценарий
Сценарий для картины создавался писателем Владимиром Зазубриным и режиссёром Иваном Калабуховым.

### Места съёмок
Съёмочный процесс проходил в местах сражений на берегах Оби, в Новониколаевске, Бердске, Бийске, в сёлах Алтая и т. д. Зверства белых карателей снимались в Колывани, где для фильма специально были сожжены несколько построек. Эпизод с разнузданной белогвардейской пирушкой снимался возле здания театра «Красный факел» в саду, который в настоящее время не сохранился, посадка на пароход белогвардейских карателей — в Закаменском районе на паромной пристани.

### Актёры
Главную роль — подпольщицы Варвары — сыграла Маргарита Горбатова, московская актриса и слушательница студии Мейерхольда. Во время съёмок актриса была вынуждена без помощи дублёров прыгать с верхней палубы парохода, когда тот был на ходу и на полном ходу скакать на лошади, которая к тому же была не осёдлана.
Режиссёр берёт на опорные роли имевших уже с ними дело москвичей Гарденина, Далевича, Афанасьева. Экономя смету, остальных набирает из местгных: Троицкого приглашает из Томска, в Ново-Николаевске выбирает Черепанова, Шиловскую, Пожарницкого, одну из ролей берет сам, а на роль белогвардейского офицера назначает местного профсоюзного функционера Дементьева.
В массовых сценах были задействованы многочисленные участники реальных боёв с подлинными бытовыми предметами и боевым оснащением времён гражданской войны. В съёмках участвовали жители Новониколаевска и его окрестностей. В одной из сцен роли красных партизан были сыграны жителями Кудряшовского посёлка.

### Происшествия во время съёмок
В процессе работы над картиной со съёмочной группой происходили различные курьёзные истории. При съёмках на Оби оборудовали пулемётами и другим оружием пароход, который в фильме должен был выполнять роль колчаковского судна. По сюжету этот пароход с карательным отрядом белогвардейцев высаживался в Бердске. Во время движения в сторону Бердска также решили снять эпизод с взбунтовавшимися арестованными большевиками.

Подходим к Бердску, и вдруг остановка — к причалу не подойдешь. За эти два дня слухи всякие пошли, а бердчан о съемках не предупредили — вот там и собрались вооруженные жители, чтобы дать отпор белякам. А потом говорили, что какая-то другая группа даже приготовила уже икону с вышитым полотенцем — наоборот, для торжественной встречи белых, и кто-то из духовенства даже облачился в праздничные одежды по этому случаю. Пришлось нашему политруку тов. Яхонтову на лодке добираться до причала и наводить там порядок. Но съемок в тот день мы вести так и не смогли".— И. Калабухов
При инсценировке пожара на пароходе «Адмирал Колчак» проплывавший рядом томский пароход направился на помощь в сторону горящего судна, так как его команда не знала о съёмках.
Возле Ельцовки судно съёмочной группы атаковали сотрудники ГПУ, которые в это время на берегу проводили учения.
Во время работы на Алтае съёмочная группа вынуждена была участвовать в подавлении антисоветского мятежа.

### Первый монтаж и критика
После завершения съёмочного процесса фильм был смонтирован на 1-й фабрике Госкино, после чего картину просмотрели режиссёры и работники кинофабрики. Про впечатления членов Госкино режиссёр Иван Калабухов вспоминал следующее: «молча и рассеянно смотрели они картину: недоброжелательное отношение их было очень ярко видно».

### Второй монтаж
После неудачи Калабухова поддержал известный режиссёр Сергей Эйзенштейн, который помог смонтировать фильм второй раз. Однако и вторая версия в Госкино была отвергнута. Тем не менее «Красный газ» посмотрели в наркомате просвещения, в то время эта организация была ответственна за кинопрокат, и появилась надежда, что фильм не окажется на складе. Кроме того, авторов поздравили с тем, что их работа получилась нестандартной и «натуральной».

## В ролях
- Маргарита Горбатова — Варвара Чепалова
- Е. Черепанов — товарищ из центра
- Иван Калабухов — Чепалов, отец Варвары
- Михаил Ленин — адмирал Колчак
- Владимир Гарденин — Андрей Беспрозванный, подпольщик
- Архип Бартенев — глава партизан Косых
- Дементьев — поручик Нагибин
- Владимир Афанасьев — партизан Юрганов
- Константин Шестлинцев — полковник Орлов
- Сергей Троицкий — генерал Трегубов
- С. Морозов — шахтёр
- Леонид Далевич — чешский офицер
- Е. Саладина — медсестра
- Ковальский — начштаба
- Георгий Пожарницкий — белогвардеец
- Эмилия Шиловская
- Николай Северов

## Премьера
Фильм появился на экранах точно к празднованию памятного события — 12 декабря 1924 года — и с успехом показывался во многих советских городах.

## Отзывы
Произведение получило множество положительных отзывов. Рецензии на картину были опубликованы в таких изданиях как «Известия», «Правда», «Кино-газета», «Вечерняя Москва», «Рабочий и театр», «АРК», «Кинонеделя», а также во многих сибирских газетах.
Знаменитый в то время кинокритик Хрисанф Херсонский в своей рецензии, опубликованной в газете «Известия», писал: «В ней много наивного примитивного искусства. Но её искренность, правдивость и подлинный пафос сибирской крестьянской партизанщины, взятые самородным куском, делают эту ленту нашей родной, без цены. В своем роде единственной».
Газета «Правда» пишет о фильме следующее: «Картина смотрится с непосредственным интересом… она подкупает свежестью, искренностью, простотой… Фильм дает ощущение действительной, не инсценированной борьбы, и борьба эта показана в буднях, в суровой её простоте: в этом несомненное достоинство картины».
Главполитпросвет в том же 1924 году охарактеризовал фильм «Красный газ» как «лучшее достижение советской кинематографии».

## Судьба фильма
Фильм «Красный газ» не сохранился по причине очень большой популярности: копии использовались в кинотеатрах вплоть до полной технической непригодности, и, несмотря на большой тираж, со временем не осталось ни одного экземпляра кинокартины. По другой версии картина была смыта в связи с тем, что большинство её создателей попали под каток сталинских репрессий: директор фильма Кравков был расстрелян в октябре 1937 года, Вегман умер в новосибирской тюрьме НВКД в августе 1936 года, тогда же был расстрелян артист Далевич. В 1938 арестован и приговорен к 10 годам заключения режиссёр Калабухов, расстрелян сценарист Зазубрин. Еще по одной версии картина была снята с проката и все копии уничтожены в 1927 году после опалы Троцкого, поскольку в финальной сцене главная героиня произносит монолог, стоя на трибуне с портретами Ленина и Троцкого.